# Tabanus napaensis
Tabanus napaensis är en tvåvingeart som beskrevs av Nieschulz 1927. Tabanus napaensis ingår i släktet Tabanus och familjen bromsar. Inga underarter finns listade i Catalogue of Life.